# Darina Takova
Darina Takova (Sofia, 27 de diciembre de 1963) es una soprano búlgara, una de las más destacadas de su generación. 

## Inicios
Darina Takova nació en Sofía, Bulgaria. Finalizó sus estudios en la Academia Nacional Pancho Vladigerov en Sofía, en la clase de las maestras Mati Pinkas y Mila Dyulgerova. Fue miembro de la Ópera Nacional durante seis temporadas desde el año 1989. Durante ese periodo cantó en todos los teatros y salas de concierto nacionales de Bulgaria. 
Ha ganado importantes concursos internacionales de canto como el Luisa Todi de Lisboa, International Opera Competition de l’Òpera Nacional de Sofia, Francesc Viñas en Barcelona y Totti dal Monte en Treviso. 

## Consagración
En 1992 empieza su carrera internacional, recorriendo los teatros más importantes del mundo como Teatro alla Scala de Milán, Teatro dell’opera de Roma, Florencia, Bologna, Turin, Verona, Palermo, Trieste, Nápoles, Venecia, Parma, Festival Rossini de Pesaro, Bergamo, Arena di Verona, Concertgebouw de Ámsterdam, Carnegie Hall de Nueva York, Festival Barroc en Innsbruck, Bayerische Staatsoper de Munich, Deutsche Oper Berlin, Hamburgische Staatsoper de Hamburgo, Oper Frankfurt, Opera de Ginebra y Lausana, Teatro Real de Madrid, Gran Teatre del Liceu de Barcelona, Royal Opera House Covent Garden de Londres, Opéra National Paris, Opéra de Monte-Carlo, National Theater Tokyo, Korea National Opera, Opera Canada, Los Angeles Opera House, Metropolitan Opera House de Nueva York, entre otros. Su repertorio abarca desde el barroco al contemporáneo. Sus roles más representativos y conocidos son Violetta de La Traviata, Semiramide, Lucia di Lammermoor, Lucrezia Borgia, Anna Bolena, Maria Stuarda, La reina de la noche de La flauta mágica, Amina de La Sonnambula, Margherite de Faust, Elvira de I Puritani, entre otros.

## Enseñanza
Desde 2007 se dedica activamente a la enseñanza realizando clases magistrales y asesorando a jóvenes dentro y fuera de Bulgaria. Desde 2013 es mentora en Operosa. 
En 2007 crea la Fundación Darina Takova para la promoción y apoyo de jóvenes talentos de la lírica

## Discografía
| Opera               | Role     | Director           | Cast | Year | Tipe |
| ------------------- | -------- | ------------------ | --- | ---- | ---- |
| La Traviata         | Violetta | Carlo Rizzi        | Darina Takova, Maya Dashuk, Giuseppe Sabbatini, Vittorio Vitelli                                                                          | 2001 | DVD  |
| Tancredi            | Amenaide | Riccardo Frizza    | Darina Takova, Daniela Barcellona, Marco Spotti, Giuseppe Filianoti, Nicola Marchesini, Laura Polverelli, Raúl Giménez, Simoni Alberghini | 2005 | DVD  |
| Luisa Miller        | Luisa    | Maurizio Benini    | Darina Takova, Giuseppe Sabbatini, Arutjun Kotchinian, Ursula Ferri                                                                       | 2006 | DVD  |
| Torvaldo e Dorliska | Dorliska | Victor Pablo Pérez | Darina Takova, Michele Pertusi, Francesco Meli, Jeannette Fischer                                                                         | 2006 | DVD  |